# Chersotis binaloudi
Chersotis binaloudi är en fjärilsart som beskrevs av Brandt 1941. Chersotis binaloudi ingår i släktet Chersotis och familjen nattflyn. Inga underarter finns listade i Catalogue of Life.